# Laccophilus strigatus
Laccophilus strigatus là một loài bọ cánh cứng trong họ Bọ nước. Loài này được Schlechtendal miêu tả khoa học năm 1894.